# 无玷始胎堂 (圣克里斯托瓦尔-德拉拉古纳)

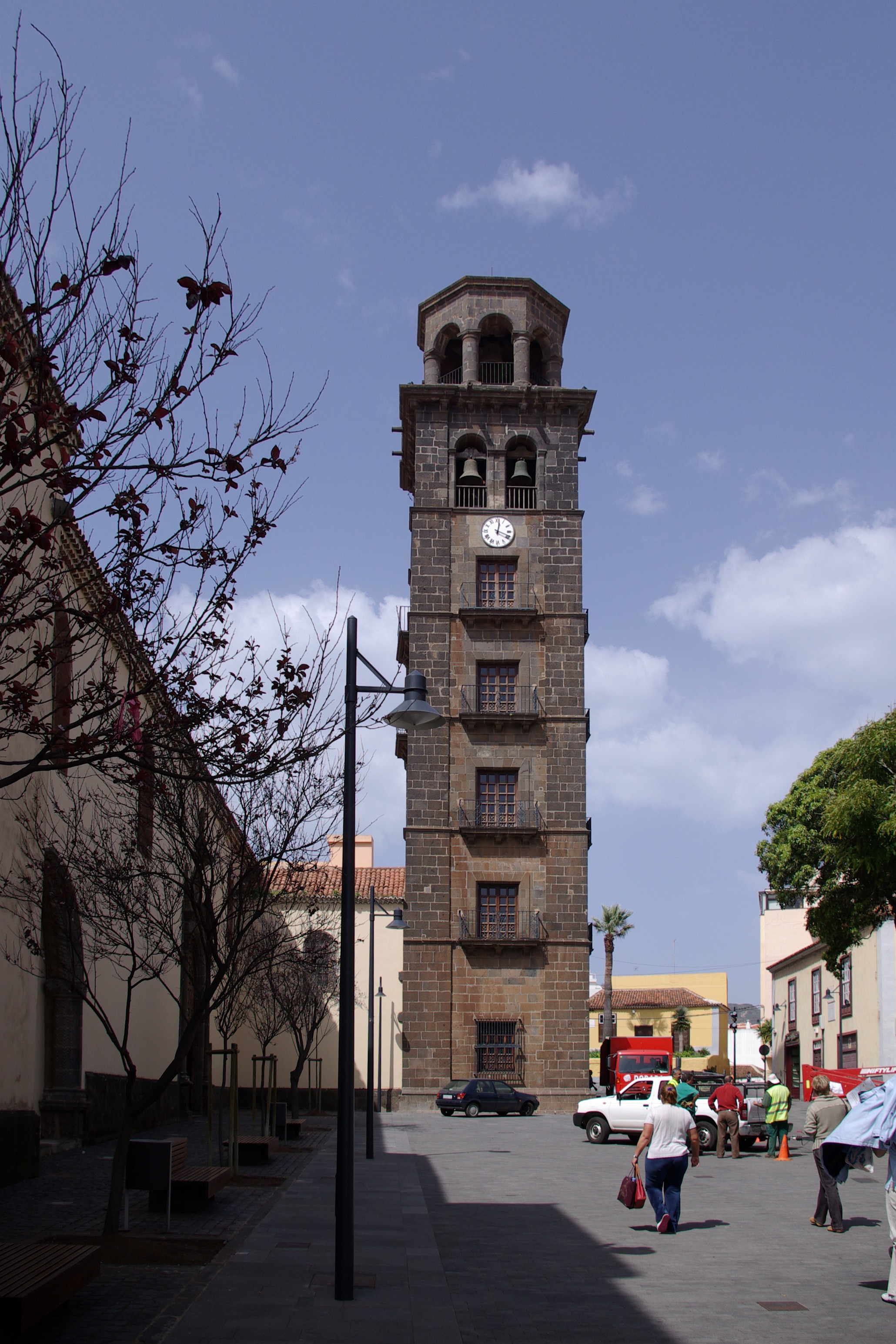
无玷始胎堂

无玷始胎堂（西班牙語：Parroquia Matriz de Nuestra Señora de la Concepción) 是一座罗马天主教教堂，位于西班牙加那利群岛的圣克里斯托瓦尔-德拉拉古纳，兴建于1511年，与圣克鲁斯-德特内里费的无玷始胎堂颇为相似。这是特内里费岛第一个本堂区。
登上钟楼可欣赏圣克里斯托瓦尔-德拉拉古纳全市景色。1948年该堂被列为文化财产。入口旁是罗马教皇约翰·若望·保祿二世雕像。